# Північний потік — 2
«Північний потік — 2» (англ. Nord Stream 2, рос. Северный поток — 2) — розширення в Балтійському морі газогону «Північний потік» довжиною 1234 км. Проходить через економічні зони та територіальні води п'яти країн: Данії (147 км), Німеччини (85 км), Росії (118 км), Фінляндії (374 км) і Швеції (510 км).
Початковий проєкт передбачав будівництво двох ниток газогону потужністю 55 мільярдів м³ на рік через Балтійське море до Німеччини. Маршрут проходить уздовж першої нитки Північного потоку.
З розсекречених 2024 року документів стало відомо, що уряд Німеччини, на відміну від офіційних заяв, був тісно причетний до будівництва газопроводу.

## Історія
Ініціатива виключити Україну із газотранспортного ланцюга із збереженням надприбутків за газ з Європи виношувалась Путіним фактично з початку свого другого президентського строку, у якому вже почала звучати риторика «повернення України» (в обійми РФ). Конфлікт щодо острова Тузла у 2003 показав, що простих політичних рішень із Україною не буде, а велика частина газотранспортної системи, що проходить територією України виступала гарантом стабільності російських надприбутків за газ, робила Росію залежною від України у отриманні цих прибутків. Росія мимоволі ставала спонсором України у оплаті транзиту газу. У Німеччині Путін заводить особистого друга у ролі канцлера Герхарда Шредера, який стає головою акціонерів Nord Stream AG, а весь процес розвороту до Росії отримує назву «Шредеризація» — Німеччина отримує гарну ціну на газ та йдуть перші кроки антиядерної пропаганди серед населення.

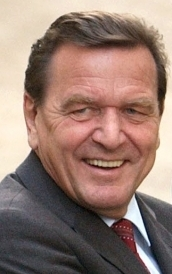
Герхард Шредер, канцлер, голова коаліції соціалістів та зелених, маючи дружні відносини з Путіним започаткував поступову відмову Німеччини від атомної енергетики, яка почалась 2000

2005 року, після помаранчевої революції, до влади прийшла команда Ющенка, який вперше серед президентів декларував проєвропейський курс України, що йшло в розріз із поглядами Росії — відбувається інфільтрування в українську політику прокремлівських сил з новою силою. Економічним важелем впливу серед інших стає Газпром, починаючи цінові маніпуляції з газом для України які до 2008 остаточно розхитуються та переростають у повноцінний газовий конфлікт, із перекриттям постачання газу ніби-то Україною у Європу у період морозів. Згодом встановлюється, що газ перекрила сама Росія для дискредитації України, як і те, що Росія паралельно починає активну кампанію у Європі по дискредитації України як надійного транспортера газу, звинувачує Україну у крадівництві газу і неможливості нормального експорту територією України. Ці події співпадають з масовими інформаційними кампаніями у Європі проти України та формування суспільної думки про обхід України у газотранспорті для нормального газопостачання Європи.

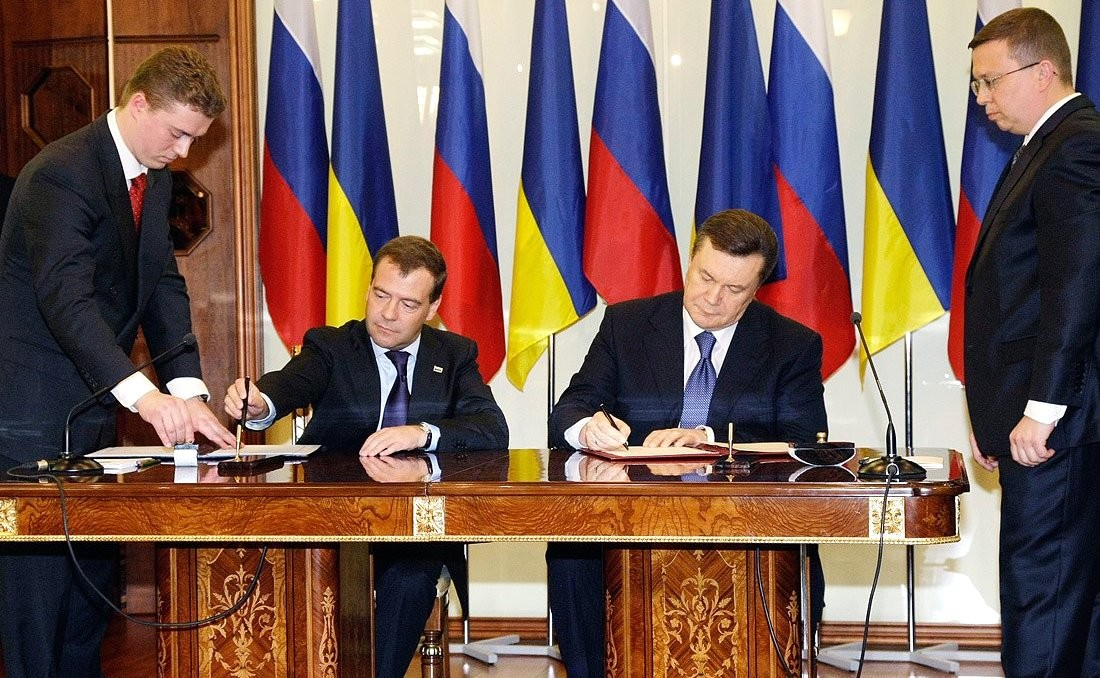
Підписання харківських угод між Януковичем та Медвєдєвим, які стали елементом газового шантажу як відповідь на поступки у знятті високих цін газу для України

Паралельно Росією починає успішно підігрівається радіофобія та анти-атомні настрої у Німеччині у користь закриття атомних станцій, що робить Німеччину, за сприяння канцлера Меркель, одним із основних імпортерів газу для виробництва електрики вже 5-6 років потому, а кампанія по впровадженню сонячної електрики спричинює неочевидний на той час для всіх, але широко відомий для енергетиків зелено-вугільний парадокс, що ще більше посилює потреби газу у Німеччині, яка будує нові газові ТЕЦ для фонової компенсації нестабільної відновної енергетики.
Призупиненням газового конфлікту стає підписанням Україною кабальних на той час умов щодо ціни на газ у $500/м3 (Було 50$) серед зими під тиском Європи. Ціни вдається змінити 2010-го проросійському президенту Януковичу, умови були закріплені так званими «Харківськими угодами», за якими, з-поміж іншого, термін перебування російського флоту в Криму збільшено в обмін на здешевлення для України російського газу.
Ющенко за своєї каденції інституційно запровадив рух України до Європи, який в'яло продовжувався самоплином на рівні тих же інституцій за каденції Януковича, який у відповідальний момент відмовляється підписати угоду про асоціацію з ЄС. За припущенням на той час радниці Януковича Ганни Герман, такий різкий поворот Януковичем було зроблено після телефонної розмови з Кремлем, де, за її припущенням він міг отримати погрози як наслідок підписання, у тому ж інтерв'ю вона зазначила, що такі «дзвінки» були не поодинокі — і вони у мить змінювали проєвропейські ініціативи. Янукович ніколи не коментував свою відмову публічно по суті цього припущення. Відмова підписання угоди Євроінтеграції збирає мітинг, який силовим чином жорстоко розганяють, що дає початок Революції гідності яка переростає у тривалий «Євромайдан». Євромайдан переростає у силові сутички, закінчується скидуванням та втечею Януковича, низки його соратників, крадіжку та вивіз готівкової валюти, вторгненням Росії до Криму та його анексією.

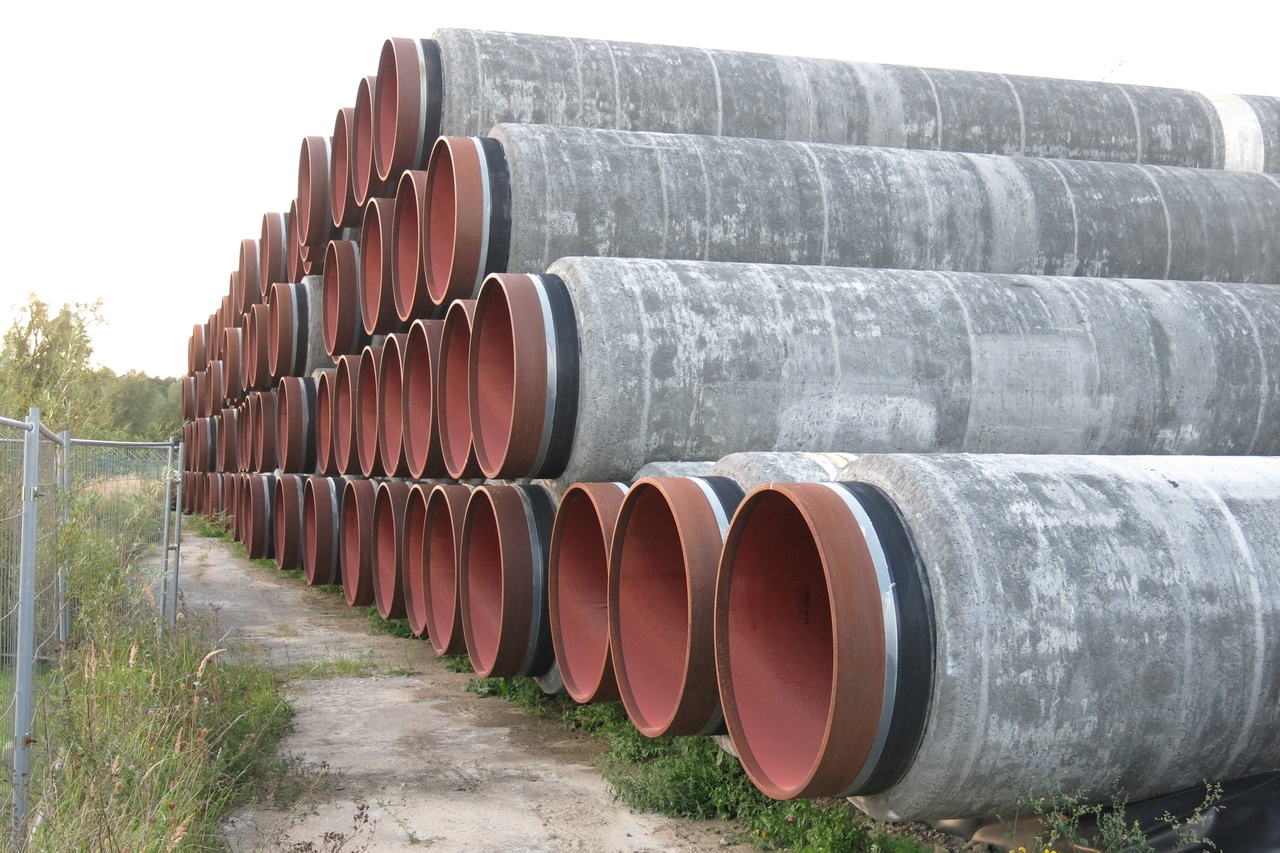
Складовані резервні труби зі сторони Німеччини для «Північного потоку-2»

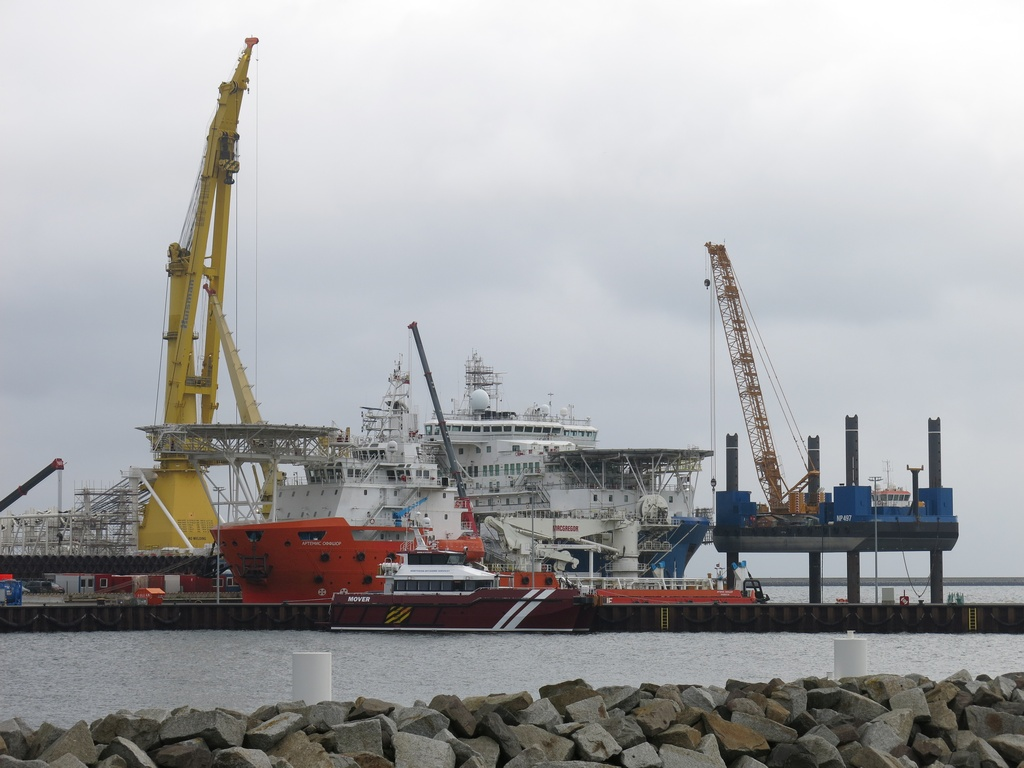
Трубоукладальник Академік Черський, судно, яке з-поміж інших використовувалось для спорудження трубопроводу

Питання газового шантажу повільно знімається наступним президентом Порошенком із 2015-го, шляхом поступової та повної відмови від російського газу як інструменту шантажу. По суті Україна перестає закуповувати напряму газ в РФ, не укладаючи прямих контрактів, проте, країни Європи у структурі постачання газу перепродують Україні разом з іншим також і газ з РФ, що стає частиною масивної інформаційної кампанії РФ проти Порошенка на внутрішню аудиторію РФ, що він займається махінаціями, Пропаганда умовчує, що по суті була закладена диверсифікація постачальників, ринкові умови, що є типовим для ринку явищем та виключає шантаж ціною. Паралельно РФ намагається скоротити доходи України від транзиту газу, що у різний час складав 2-3 млрд $ на рік — на цей час частина обхідник газових потоків (Турецький потік, Північний потік 1 та 2) вже або будується, або має підтримку в Європі як «більш надійні». У електроенергетичній сфері, до речі, Росія паралельно розпочинає добудову АЕС Пакш в Угорщині та будує нову АЕС у Білорусі, що скорочує експорт електрики з України та прибутки за цей експорт.
За каденції Порошенка ціна на газ для кінцевого споживача виростає, за вимогою ЄС та стає ринковою, відповідно, малозалежною від шантажу Росії. Всередині створюється також відносно конкурентний ринок послуг — ринок постачальників газу, та виокремлюється оплата за транспорт газу, яка йде системному оператору. Із війною на сході України стрімко зростає курс долара, новий уряд рапортує успіхи, що Україна рік успішно вже живе без постачання російського газу, і не залежить від умовного наркотику — дешевої «газової голки», своєрідного економічного допінгу для країн-контрагентів РФ. Підвищена ціна на газ, війна, курс долара стає причиною чергової інформаційної кампанії проти Порошенка, гаслом якої стає нищення та зубожіння населення, наживання на війні, до влади приходять популісти, які своїм гаслом так і вказують — «кінець епохи бідності». Тим часом Європа добудовує «Північний потік-2», Росія добудовує АЕС в Білорусі і Україна на фоні війни та корупції починає втрачати ВВП.
Ще у квітні 2015 року керівник Газпрому Олексій Міллер визнав, що Північний потік є «обхідним проєктом» для України. А наприкінці квітня 2022 року, пізніше це підтвердив віце-президент «Газпромбанку» Ігор Волобуєв, вказавши, що до кола його задач також входила дискредитація України з 2004 року, як ненадійного постачальника, «крадія» газу, задля виконання політичних амбіцій Путіна.
У лютому 2022 року Путін почав повномасштабне вторгнення до України, паралельно Росія шантажує країни Європи про припинення газопостачання через Україну, змушуючи таким чином силою шантажу запустити добудований «Північний потік-2» який формально застопорився на «сертифікації», проте вже був наповнений транспортним тиском. Газовий шантаж знову виходить на публічний рівень, у ряді європейських країн визріває достатнє розуміння, що Північний потік є лише елементом війни, який прибирає Україну до Росії — проєкт у березні 2022 року заморожується Європою на невизначений термін, так і не розпочавши роботу.
24 червня 2022 року у Міністерстві фінансів Німеччини заявили про плани націоналізувати частину газопроводу, що прокладена на території ФРН, цю частину Німеччина планує використовувати як магістраль для власного транспортування від узбережжя вглиб країни.

## Небезпека для української економіки
Офіційною причиною прокладання північного й південного «потоків», які повинні були з'єднатися між собою на газорозподільчому хабі Баумгартен в Австрії, 2010 року оголосили необхідність збільшення постачання газу до ЄС, де, згідно з помилковим прогнозом, очікувалося суттєве збільшення його імпорту, а саме на 200 млрд кубометрів щорічно до 2030 року. Плани щодо відмови транзиту територією України керівництво Росії та Газпрому на той час заперечувало.
Щобільше, 2016 року компанія прийняла програму вилучення з експлуатації газотранспортної інфраструктури, яка доставляла газ до українського кордону. Тоді, за словами Міллера, до 2020 року в коридорі будуть ліквідовані 4 300 км труб і 62 компресорні станції, а до 2030 року — 10 700 км труб. У випадку реалізації цих планів зникли б можливості не лише транзиту, а й постачання до України газу з боку Російської Федерації взагалі.
Після здачі в експлуатацію усіх запланованих потужностей Газпром міг отримати потенційну можливість постачати з Росії до Німеччини чотирма нитками двох «Північних потоків» 110 мільярдів м3 газу щорічно. З півдня, через Чорне море й Туреччину, компанія розраховувала направити в Європу ще майже 16 мільярдів м3 щороку, ще стільки ж постачати турецьким споживачам. Планувалось, що комплекс газогонів повинен був складатися із чотирьох ниток і мати загальну потужність у 63 мільярди м3 в рік, однак ці плани не вдалось втілити через анексію Криму 2014 року. На момент зупинки спорудження Південного потоку, Газпром витратив на нього приблизно $8 млрд.
Якщо прибутковість транзиту для України оцінюють у 2-3 мільярди доларів щорічно, то раптове припинення постачання газу з російського боку могло б нести катастрофічні наслідки для української економіки та додаткові витрати на будівництво нової інфраструктури для імпорту приблизно 10 мільярдів м3 газу щорічно.
Також це унеможливило б здійснення віртуального транзиту, коли Україна має технічну можливість забирати газ вже на українсько-російському кордоні, оформлюючи його як газ, куплений на українсько-словацькому кордоні, отримуючи таким чином додаткові кошти від транзиту російського газу вздовж усієї території України.
Прогнозується, що після введення в експлуатацію газопроводу, ціни на газ в Європі можуть впасти, оскільки «Газпром» буде нарощувати постачання сировини.

## Вартість та передумови будівництва
Наприкінці нульових Газпром перебував на піку своєї капіталізації та будував амбітні плани, зокрема з обсягів постачання природного газу до Європи. Однак замість очікуваного зростання відбулося падіння, погіршилася зовнішньополітична ситуація, наслідком стали помилки у прогнозах і провали усіх планів. Також на ринок енергоресурсів негативно вплинула пандемія коронавірусу, розвиток відновлюваної енергетики та поширення електрокарів.
| Рік  | Капіталізація Газпрому | Обсяги експорту газу | Річна зарплата О. Міллера |
| ---- | ---------------------- | -------------------- | ------------------------- |
| 2010 | ▲$149 млрд             | ▲$48 млрд            | ▲$1 млн                   |
| 2011 | ▼$191 млрд             | ▲$64 млрд            | ▲$1 млн                   |
| 2012 | ▲$146 млрд             | ▼$62 млрд            | ▲$25 млн                  |
| 2013 | ▼$101 млрд             | ▲$66 млрд            | ▲$25 млн                  |
| 2014 | ▼$40 млрд              | ▼$55 млрд            | ▲$25 млн                  |
| 2015 | ▲$57 млрд              | ▼$42 млрд            | ▲$27 млн                  |
| 2016 | ▼$38 млрд              | ▼$31 млрд            | ▼$18 млн                  |
| 2017 | ▲$55 млрд              | ▲$39 млрд            | ▲$66 млн                  |
| 2018 | ▲$58 млрд              | ▲$50 млрд            | ▼$10 млн                  |
| 2019 | ▲$93 млрд              | ▼$42 млрд            | ?                         |
| 2020 | ▼$62 млрд              | ▼$29 млрд            | ?                         |

Непомірна вартість цього проєкту не зупинила його ініціаторів. Ба більше, Газпром вирішив відмовитися від використання повністю функціональної системи постачання газу із західного Сибіру до Європи, хоча виснаження основних родовищ газу — таких як Уренгой, Медвеже, Ювілейне й інших — залишало в трубах достатньо вільних потужностей для використання газу із нових напрямків. Почалося будівництво нового газового коридору з Ямалу до Балтійського моря, із запланованими розгалуженнями до Чорного моря.
Вартість будівництва цього коридору з Ямалу в сторону Європи була підрахована економістами інституту «Газпром ВНИИгаз» ще 2008 року. У підписаній Міллером «Програмі комплексного освоєння родовищ півострова Ямал і прилеглих акваторій» йдеться, що, за різними сценаріями, створення такої інфраструктури лише до Торжка, не враховуючи траси від Торжка і до морського узбережжя, обійдеться сумою від $80 млрд до $93 млрд. У тому ж документі зазначено, що ямальський проєкт, враховуючи гігантську вартість будівництва нового газотранспортного коридору, комерційно себе виправдає не раніше 2035 року (згідно з прогнозом 2008 року, прогнозів у реаліях 2021 року поки що немає). Вартість будівництва одного лише призупиненого Північного потоку-2 складає понад $10 млрд.
Улітку 2020 року збитки від санкцій російська сторона оцінила в 700 мільйонів євро.
Задум російського керівництва — обхід України повинен був переводитися на нові маршрути зі старих українських, які довели свою надійність. Згідно з даними Нафтогазу, аварійність газотранспортної системи України на середній кілометр траси майже у вісім разів нижча, ніж на російських магістралях Газпрому.
| Рік  | Нафтогаз | Газпром |
| ---- | -------- | ------- |
| 1996 | 0.06     | 0.12    |
| 1997 | 0.06     | 0.12    |
| 1998 | 0.03     | 0.12    |
| 1999 | 0.03     | 0.09    |
| 2000 | 0.00     | 0.15    |
| 2001 | 0.00     | 0.11    |
| 2002 | 0.00     | 0.14    |
| 2003 | 0.03     | 0.10    |
| 2004 | 0.00     | 0.08    |
| 2005 | 0.06     | 0.10    |
| 2006 | 0.00     | 0.11    |
| 2007 | 0.06     | 0.21    |
| 2008 | 0.00     | 0.18    |
| 2009 | 0.00     | 0.21    |
| 2010 | 0.00     | 0.22    |

Однією з озвучених причин будівництва цього коридору російська сторона називала відповідальність України за перебої в постачанні Європи, яку звинувачували в порушенні транзитних зобов'язань. Однак історія постачань російського газу Україні свідчить, що газові кризи 2006 і 2009 років відбувалися саме за ініціативи Газпрому.
Скорочення на третину обсягів постачання газу до ЄС в останньому кварталі 2014 і першому кварталі 2015 року Газпром пояснював бажанням припинити реверсне постачання газу в Україну. Заради цієї мети Газпром утратив близько $6 млрд неотриманого прибутку. Непередбачуваність рішень російського керівництва і їх політизація стали основними факторами ризику для європейських клієнтів Газпрому. До цього можна додати таку важливу якість українського транзитного маршруту як забезпечення гнучкості постачань. Україна з її величезними підземними сховищами газу слугує «подушкою безпеки» для компенсації форс-мажорних, сезонних і навіть добових перепадів попиту на газ, чого не здатні забезпечити «Потоки».

## Історія будівництва
2010 року оголосили про сам проєкт.

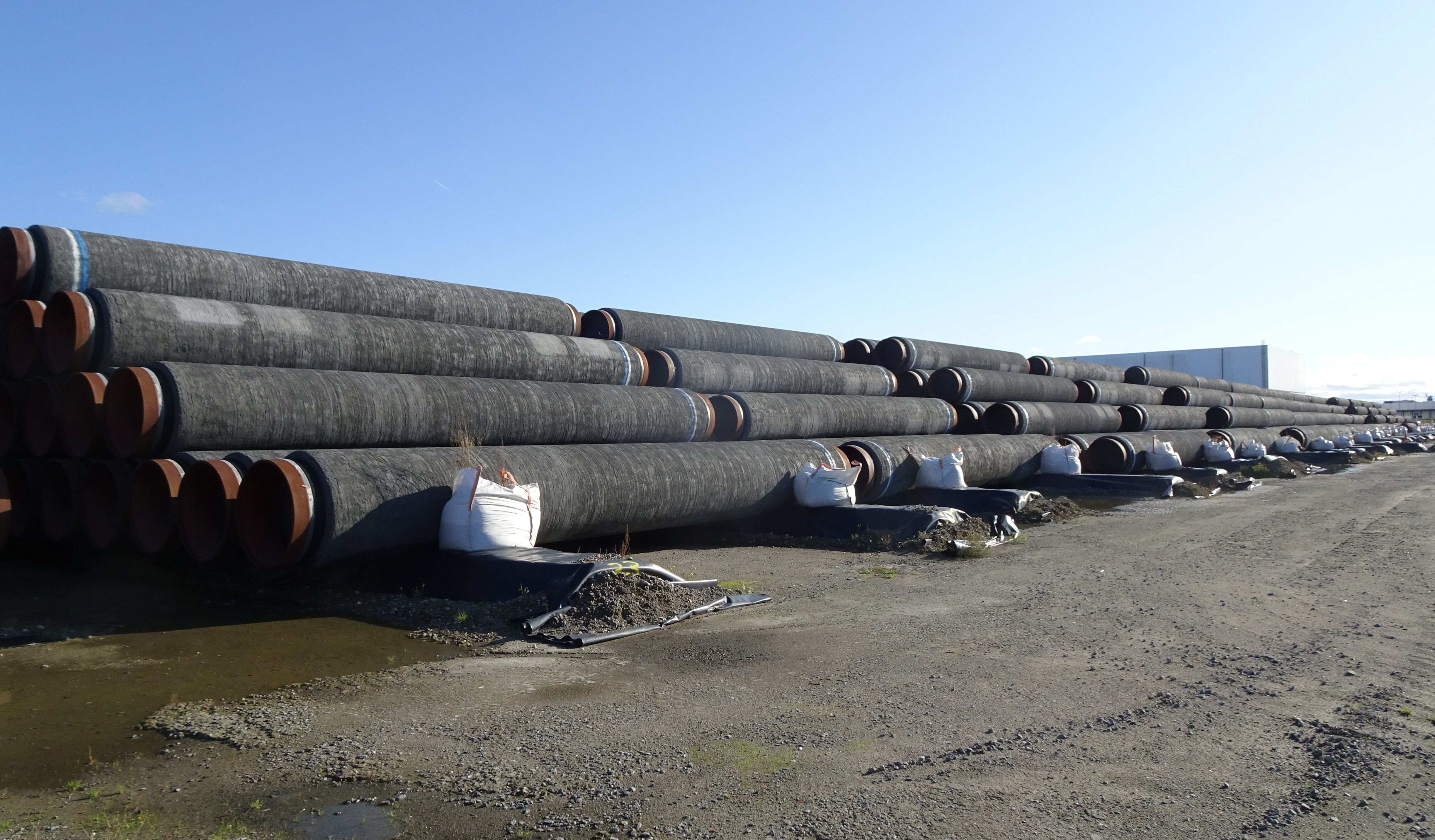
Труби для «Північного потоку-2»

У червні 2015 року уклали угоду про будівництво двох додаткових ліній між Газпромом, Royal Dutch Shell, E.ON, OMV та Engie.
22 лютого 2017 року «Nord Stream 2 AG» і компанія «Allseas» уклали угоду щодо забезпечення потужностей для морського укладання труб газогону «Північний потік-2». Відповідно до угоди, Allseas протягом 2018 і 2019 років забезпечить укладання труб обох ниток газогону з використанням трьох трубоукладальних суден — "Pioneering Spirit", "Solitaire" й "Audacia". Фінальне з'єднання двох ділянок газопроводу провело належне італійській компанії Saipem трубокладальне судно "Castoro 10". 
На підходах до Любміну газопровід уклали в траншею, частину якої спорудив ківшевий земснаряд "Abeko Server 2".
Для стабілізації окремих ділянок газопроводу залучили каменеукладальне судно "Bravenes", власником якого є нідерландська компанія Van Oord.
Напркінці 2019 року було анонсовано, що «Північний потік-2» може запрацювати в середині 2020 року.
У середині грудня 2019 року будівництво газогону призупинили через санкції США.
У травні 2020 року російське краново-монтажне трубоукладальне судно «Академік Черський» зайшло до Калінінграду. Очікувалось, що це судно залучать у добудові трубопроводу.
15 травня 2020 року Німеччина відмовила проєкту «Північний потік-2» у звільненні від Газової директиви ЄС. Згідно з директивою, російський Газпром, після завершення будівництва зможе використовувати трубопровід тільки на 50 %. Решту потужностей мають отримати інші постачальники.
11 грудня 2020 року, російський трубоукладальник "Фортуна" почав роботи в територіальних водах Німеччини. Він має укласти 2,6-км ділянку газопроводу у винятковій економічній зоні Німеччини у водах на глибині менш як 30 метрів, однак жодних робіт у водах Данії не планувалося.
На початку 2021 року, найбільша швейцарська страхова компанія «Zurich Insurance Group AG» відмовилась від участі в проєкті «Північний потік-2», щоб не потрапити під нові санкції США.
19 січня 2021 року, США ввели санкції проти судна «Фортуна», яке будує газопровід. До санкційного списку також внесли російську компанію «Рустанкер» та танкери «Максим Горький» і «Сьєрра», які ходять під російським прапором.
24 січня 2021 року, російське судно-трубоукладальник «Фортуна», незважаючи на накладені на нього санкції США, продовжило прокладання газопроводу «Північний потік-2» у водах Данії. Про це, з посиланням на компанію-оператора проєкту «Nord Stream 2».
6 лютого 2021 року продовжилося укладання труб у водах Данії.
В серпні 2021 Газпром повідомив, що пусконалагоджувальні роботи на першій нитці газопроводу майже завершені та очікується початок її експлуатації найближчим часом.

## Санкції
У січні 2018 року представники США (Держсекретар США Рекс Тіллерсон) і Польщі заявили про опозицію щодо будівництва трубопроводу Nord Stream 2. Вони розглядають його як підрив енергетичної безпеки і стабільності.
20 грудня 2019 в США ввели нові санкції проти компаній, що будують «Північний потік-2». 27 грудня США дали компаніям-підрядникам місяць на згортання робіт.
4 червня 2020 року сенатор-республіканець Джон Барассі повідомив про проєкт «уточнених і розширених» санкцій проти Росії та країн, що беруть участь у будівництві газогону «Північний потік-2». Законопроєкт передбачає санкції за будь-які роботи й послуги, що могли б прискорити будівництво, включно із компаніями-страхувальниками, без яких робота в данських водах не можлива. Також розглядається пропозиція санкцій проти покупців газу, який постачатиметься через «Північний потік-2», якщо той все ж таки вдасться завершити.
9 грудня 2020 Конгрес США проголосував за ухвалення оборонного бюджету країни на 2021 рік, який включає посилення санкцій проти «Північний потік-2». Санкції передбачають введення обмежень за сприяння продажу, оренді або наданні трубоукладальних судів для будівництва газопроводів, надання страхування та перестрахування. Законопроєкт підтримали 289 із 431 члена Палати представників.
2 лютого 2021 року вперше США висунули Німеччині умови щодо скасування санкцій за будівництво проєкту, вимагаючи від Німеччини запобігти відокремленню України від європейської газової інфраструктури, допомогти Україні розширити свою газову інфраструктуру і переглянути угоду, що регулює транзит російського природного газу через систему газопроводів України.
26 травня 2021 року Президент США Джо Байден заявив, що його адміністрація вирішила скасувати санкції щодо газопроводу «Північний потік-2», оскільки проєкт майже закінчений, а санкції зашкодять відносинам із європейськими союзниками. Повідомлення про відмову від санкцій критично зустріли конгресмени-республіканці та частина демократів.
22 лютого 2022 року Президент США заявив про введення пакету санкцій через агресію РФ проти України та визнання ЛНР та ДНР серед яких, зокрема, санкції проти газогону.

## Протидія запровадженню санкцій
За даними ЗМІ на лобіювання проти санкцій щодо «Північного потоку-2» з початку 2020 року іноземні компанії, які співпрацюють з проєктом, витратили понад 7,4 мільйона доларів.

## Сертифікація та запуск

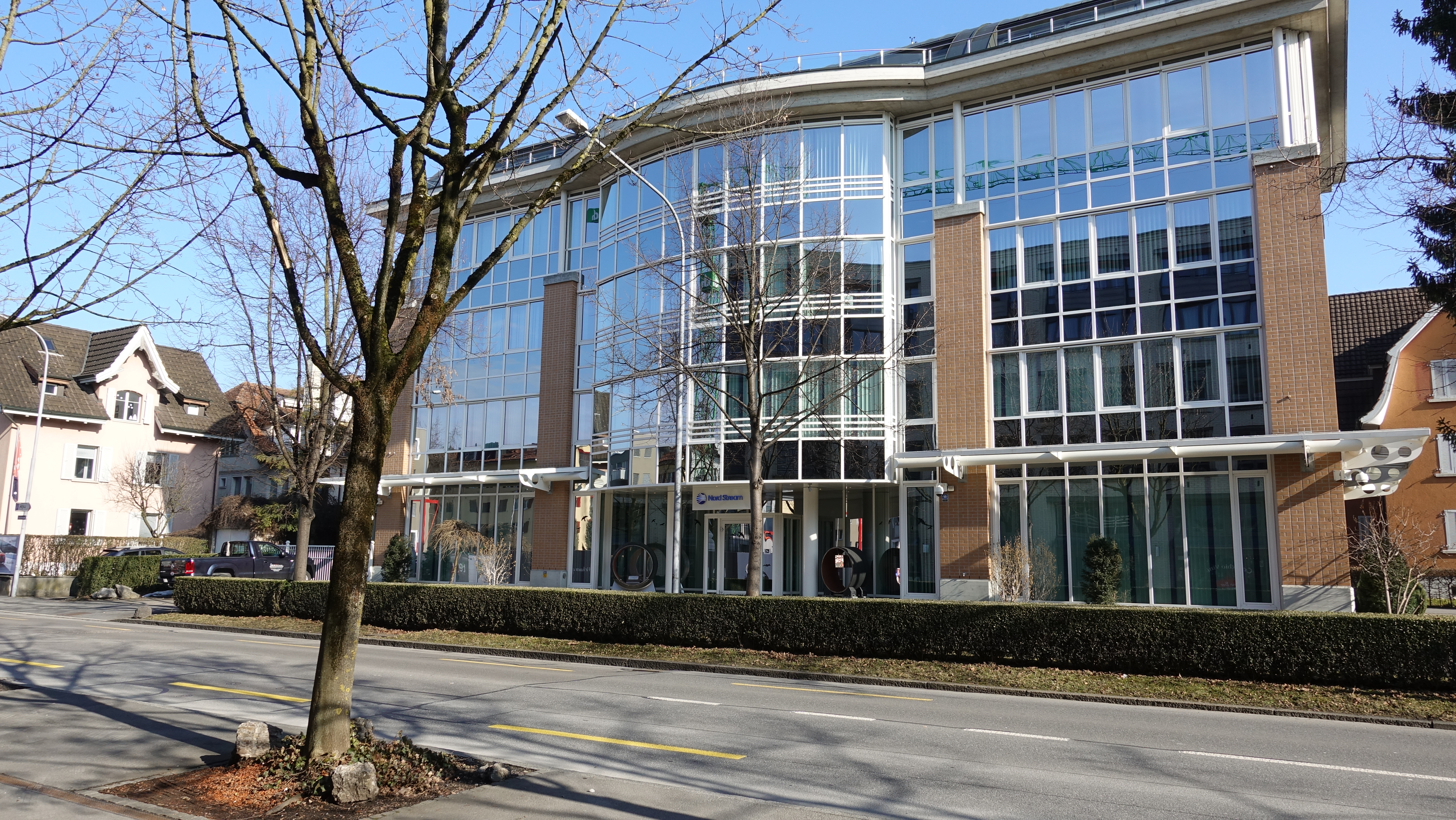
Офіс «Північного потоку-2»

Введення трубопроводу в експлуатацію залежало від ситуації у сфері енергетики в Європі. Сертифікація німецьким регулятором могла тривати до 8 травня 2022 року. Згідно з європейським законодавством, саме до цієї дати Німеччина та Єврокомісія можуть розглядати це питання.
Для запуску, трубопровід повинен отримати сертифікати у Євросоюзі і відповідати правилам Третього енергопакета. Це пакет законів щодо внутрішнього ринку газу та електроенергії у Європейському Союзі. Його мета — більш відкриті газові та енергетичні ринки.

### Долучення НАК «Нафтогаз України» до Сертифікації Північного потоку-2
16 листопада 2021 стало відомо НАК «Нафтогаз України» візьме участь у процедурі сертифікації оператора «Північного потоку-2».
17-18 листопада 2021 року відбулась онлайн зустрічі голови відомства Міністерства енергетики України Германа Галущенка з єврокомісаром з питань енергетики Кадрі Сімсон. Після неї було повідомлено що "За словами комісара Сімсон, Єврокомісія готова консультуватися з Україною в процесі підготовки висновку комісії за проєктом рішення Федерального мережевого агентства Німеччини Bundesnetzagentur про сертифікацію «Північний потік-2», — йдеться в повідомленні. Таким чином, зазначили в пресслужбі, Україна стане активним учасником процесу сертифікації не тільки політично, а і юридично, зазначили в Міністерстві.

### Призупинення сертифікації
16 листопада 2021, Федеральне мережеве агентство Німеччини тимчасово зупинило процес сертифікації компанії Nord Stream 2 AG як оператора російського газопроводу «Північний потік-2».
«Після ретельного вивчення документації агентство дійшло висновку, що сертифікувати оператора газопроводу „Північний потік-2“ можна буде лише в тому випадку, якщо цей оператор буде організований у юридичній формі відповідно до німецького законодавства», — йдеться у заяві.
Процедура сертифікації буде призупинена, доки основні активи та людські ресурси не будуть передані дочірньому підприємству, а агентство не зможе перевірити, чи є документація, повторно подана дочірнім підприємством, як новим заявником, повною.
«Коли ці вимоги будуть виконані, агентство зможе відновити свою експертизу в решту чотиримісячного періоду, встановленого законом, підготувати проєкт рішення та надати його Європейській комісії для висновку, як передбачено в законодавстві ЄС про внутрішній ринок», — йдеться у заяві.
16 грудня 2021 року, за повідомленням Bloomberg, рішення щодо «Північного потоку-2» не ухвалять в першій половині 2022 року, посилаючись на заяву німецького регулятора.
Наразі сертифікація російського газопроводу призупинена. За словами міністерки закордонних справ Німеччини Аннилени Бербок, причина цього — міжнародні норми. «Північний потік-2» не відповідає вимогам, які встановив Євросоюз. Зокрема, мовиться і про питання будівництва газопроводу.
Заступниця державного секретаря США Вікторія Нуланд, у виступі перед американськими законодавцями на засіданні комітету із закордонних справ Сенату, висловилася: «Я думаю, що „Північний потік-2“ зараз мертвий… Це шматок металу на дні моря, я не думаю, що він коли-небудь відродиться».

### Запуск без сертифікації
В Німеччині виключають запуск трубопроводу до завершення його сертифікації, процедуру призупинили. Вікторія Нуланд, заступниця Державного секретаря США з політичних питань після нападу РФ на Україну назвала трубопровід «шматком металу на дні моря».

## Розслідування
За даними видання Ostsee Zeitung, Мануела Швезіг, що на той час була прем'єр-міністром федеральної землі Мекленбург-Передня Померанія, у 2017—2022 роках регулярно отримувала електронні листи від компанії Nord Stream 2 AG, засновником якої є Газпром. Мануела, за даними журналістів, виконувала вказівки, отримувані з Газпрому. У листах прессекретар Північного потоку-2 Штеффен Еберт давав Мануелі вказівки щодо просування російського проекту у публічному полі, та надавав дані про хід будівництва, можливу критику проекту та запрошував на іміджеві заходи.

## Знищення
26 вересня 2022 року на російських газопроводах «Північний потік-1» та «Північний потік-2» сталася масштабна аварія. За даними шведської національної сейсмічної мережі, в тому ж районі, де стався витік газу на Nord Stream 1 і 2 відбулися два сильні підводні вибухи. Перший вибух був зафіксований о 02:03 в ніч на понеділок, 26 вересня 2022 року, другий — о 19:04 ввечері в понеділок.
Влада Німеччини припустила, що обидві нитки газогону «Північний потік-1» і одна з двох ниток газогону «Північний потік-2» можуть стати непридатними назавжди.
11 листопада 2022 року журнал Wired оприлюднив дані компанії супутникового моніторінга даних SpaceKnow, що аналізувала архів зображень протягом 90 днів перед знищенням газогону. Було виявлено 25 кораблів у регіоні, з яких два завдовжки 95-130 м проходили за кілька діб до вибухів. Ймовірно на них були відключені транспондери системи автоматичної ідентифікації.
8 лютого 2023 року американський журналіст Сеймур Герш припустив, що вибухівку підклали водолази з ВМС США, які діяли з норвезького тральника під прикриттям навчань НАТО. 14 березня 2023 року норвезький ресурс Faktisk.no, що перевіряє факти, оприлюднив статтю, в якій проводиться аналіз тверджень Сеймура Герша та стверджується що деякі з тверджень можна спростувати, а деякі твердження вкрай малоймовірні.
25 березня 2023 року німецький портал новин T-Online, посилаючись на дані SpaceKnow, висунув гіпотезу, що вночі 21 вересня 2022 року три російські кораблі покинули базу в Калінінграді. В склад групи входили корабель підтримки підводних човнів «СС-750» з міні-субмариною під назвою «АС-26», яка призначена для екстреної евакуації екіпажу підводних човнів, що зазнали аварії — «проект 1855», а також рятувальні буксири «СБ-123» і «Олександр Фролов», кожен з них має на палубі вантажні крани, які підходять для спускання на воду вибухових пристроїв або мін вагою в сотні кілограмів.
По дорозі на захід два буксири один раз надіслали дані про місце знаходження вдень 21 вересня 2022 року. В статті наводиться думка військово-морського аналітика Йоганнеса Рібера, що використання такої міні-субмарини було б найбільш правдоподібним поясненням того, що сталося з газопроводом, а також робиться припущення що ще три кораблі ВМФ РФ могли входити до об'єднання для військового прикриття операції: корабель-розвідник «Сизрань», корвет «Кмітливий» і фрегат «Ярослав Мудрий».
17 квітня 2023 року данська газета Dagbladet Information оприлюднила інформацію про наявність 112 зображень "розвідувального характеру" російських кораблів, зроблених данським патрульним катером P524 Nymfen 22 вересня 2022 року. 27 квітня 2023 газета Dagbladet Information надала додаткову інформацію про відповідь командування оборони Норвегії, в якому підтверджується що 26 з цих 112 фотографій містять зображення російського судна «СС-750», зроблені з данського патрульного катера, який перебував у районі на схід від острова Борнгольм 22 вересня 2022 року.

## Галерея

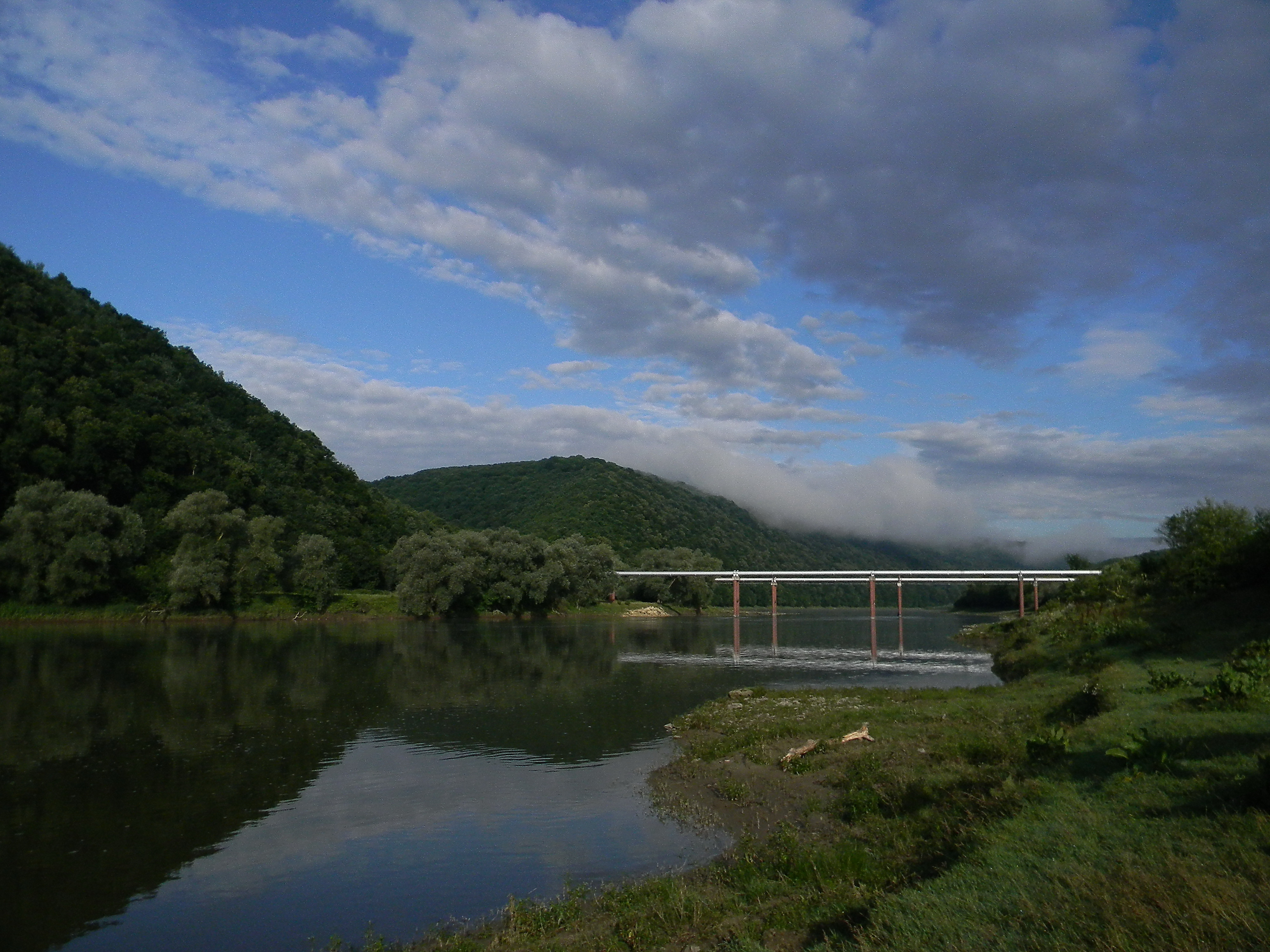
Перетин газогоном української ГТС річки Дністер.
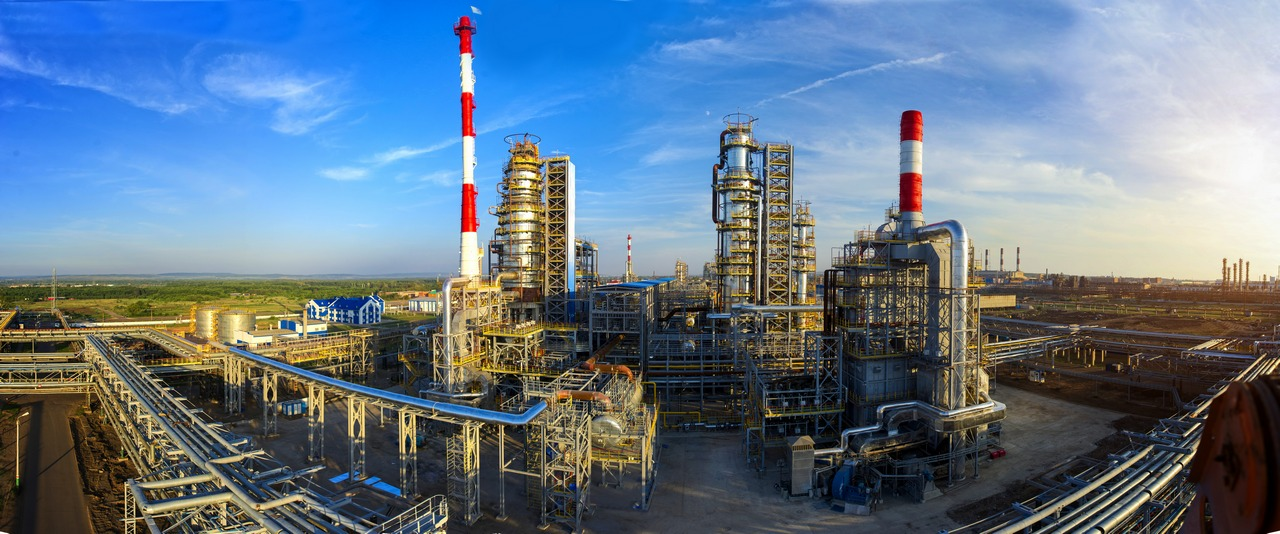
Виробничі потужності Газпрому
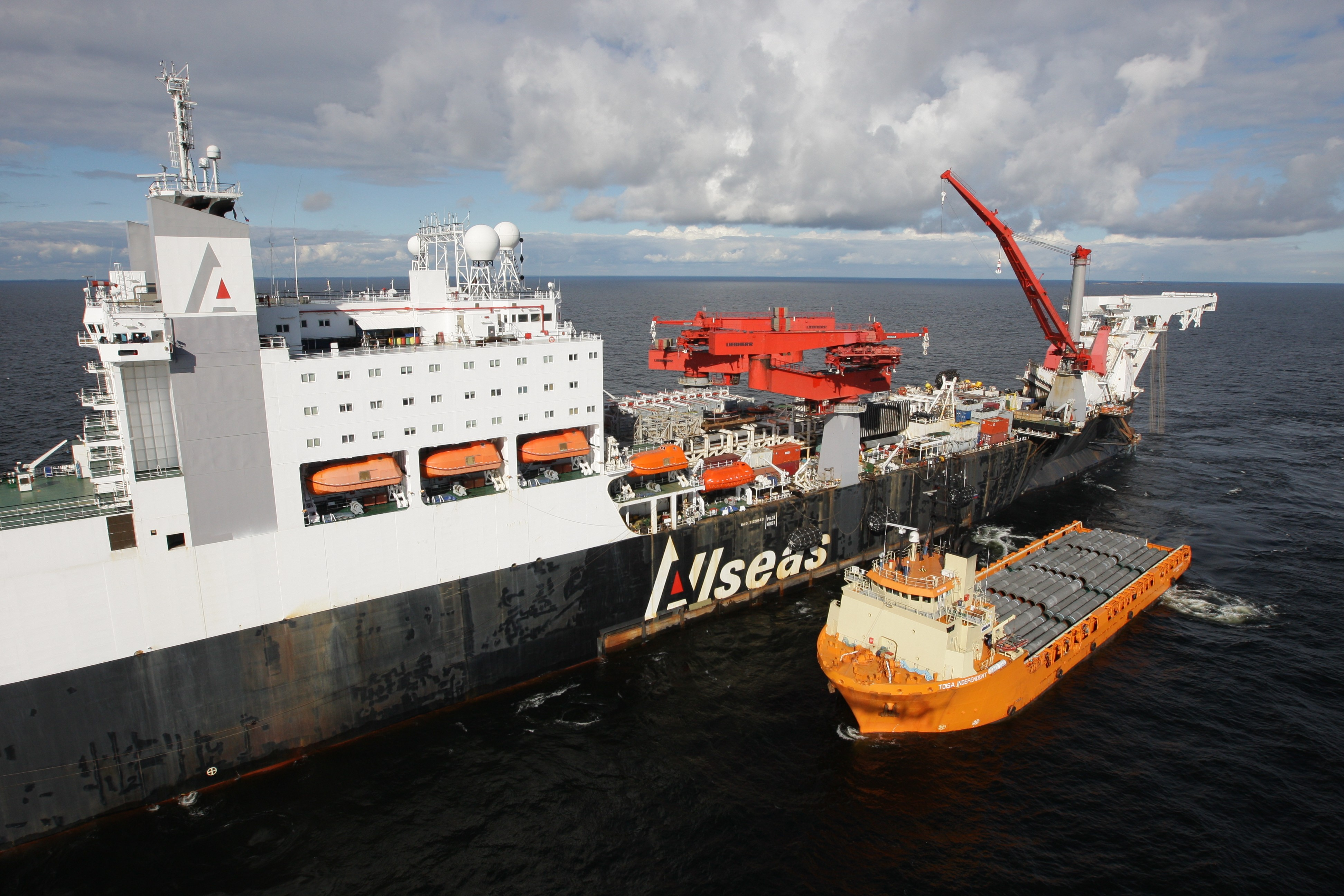
Початок будівництва газогону у Фінській затоці 2010 року.
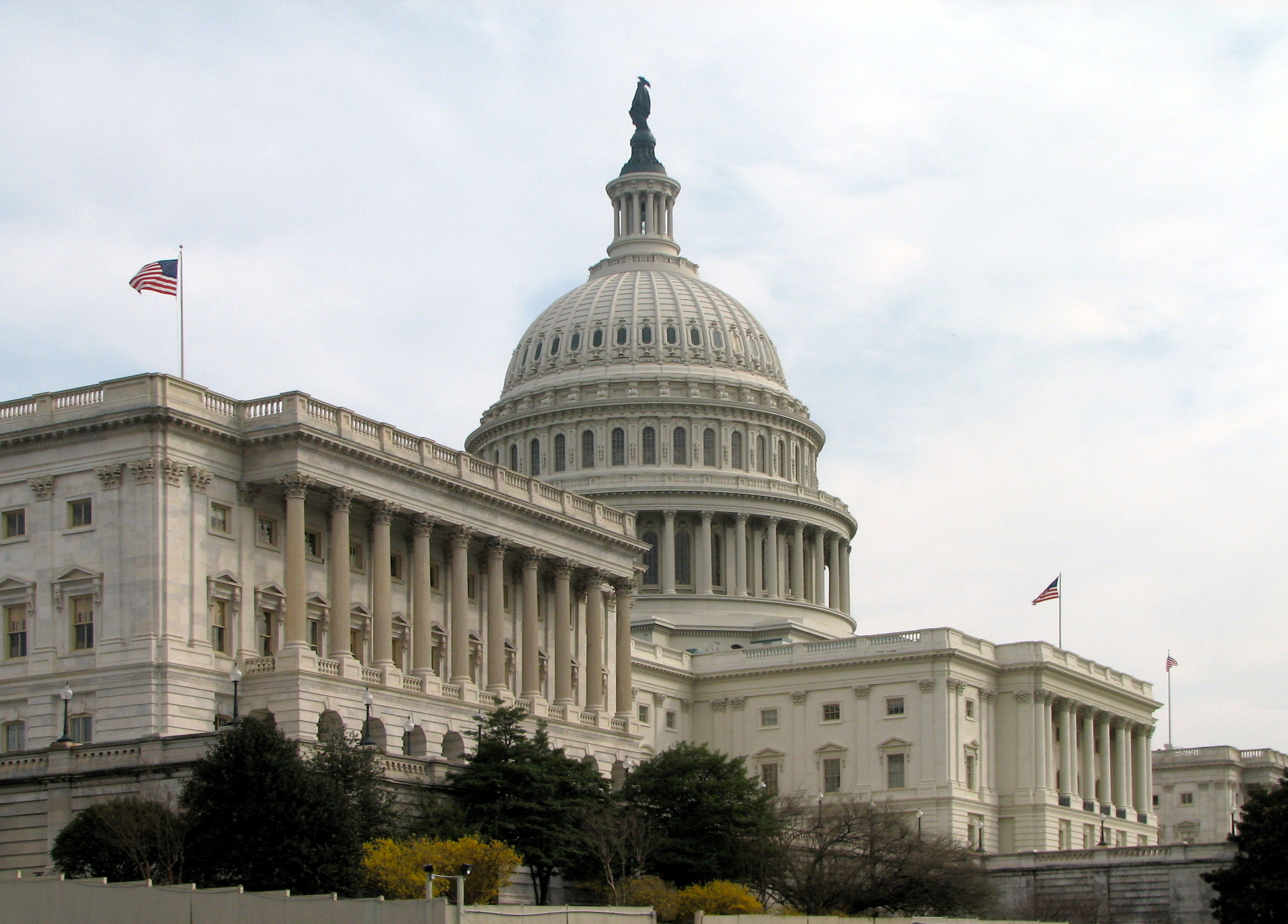
Будівля сенату США, який ухвалював санкції проти Північного потоку-2.
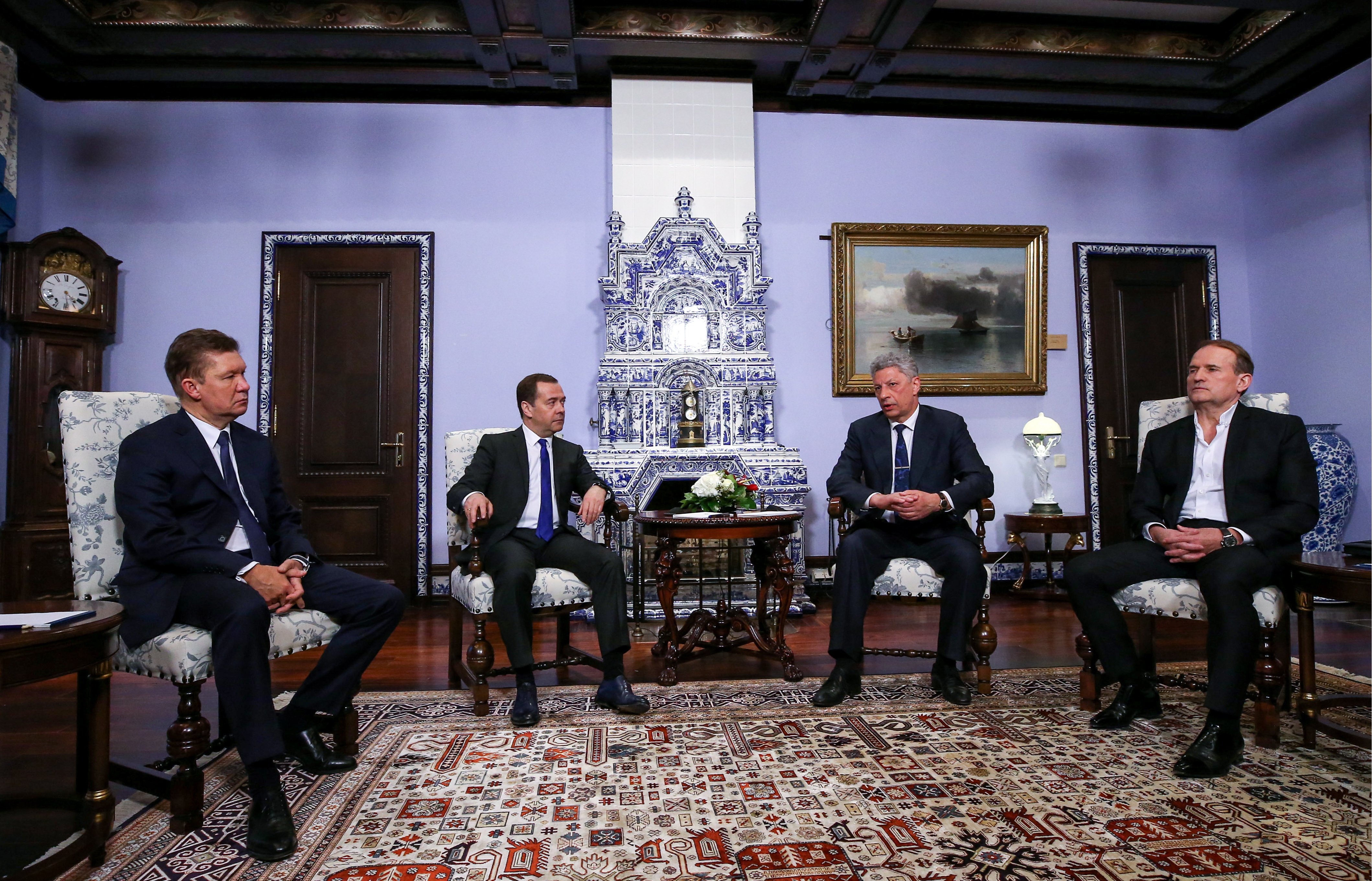
Незмінний керівник Газпрому Олексій Міллер і проросійський український політик Юрій Бойко.
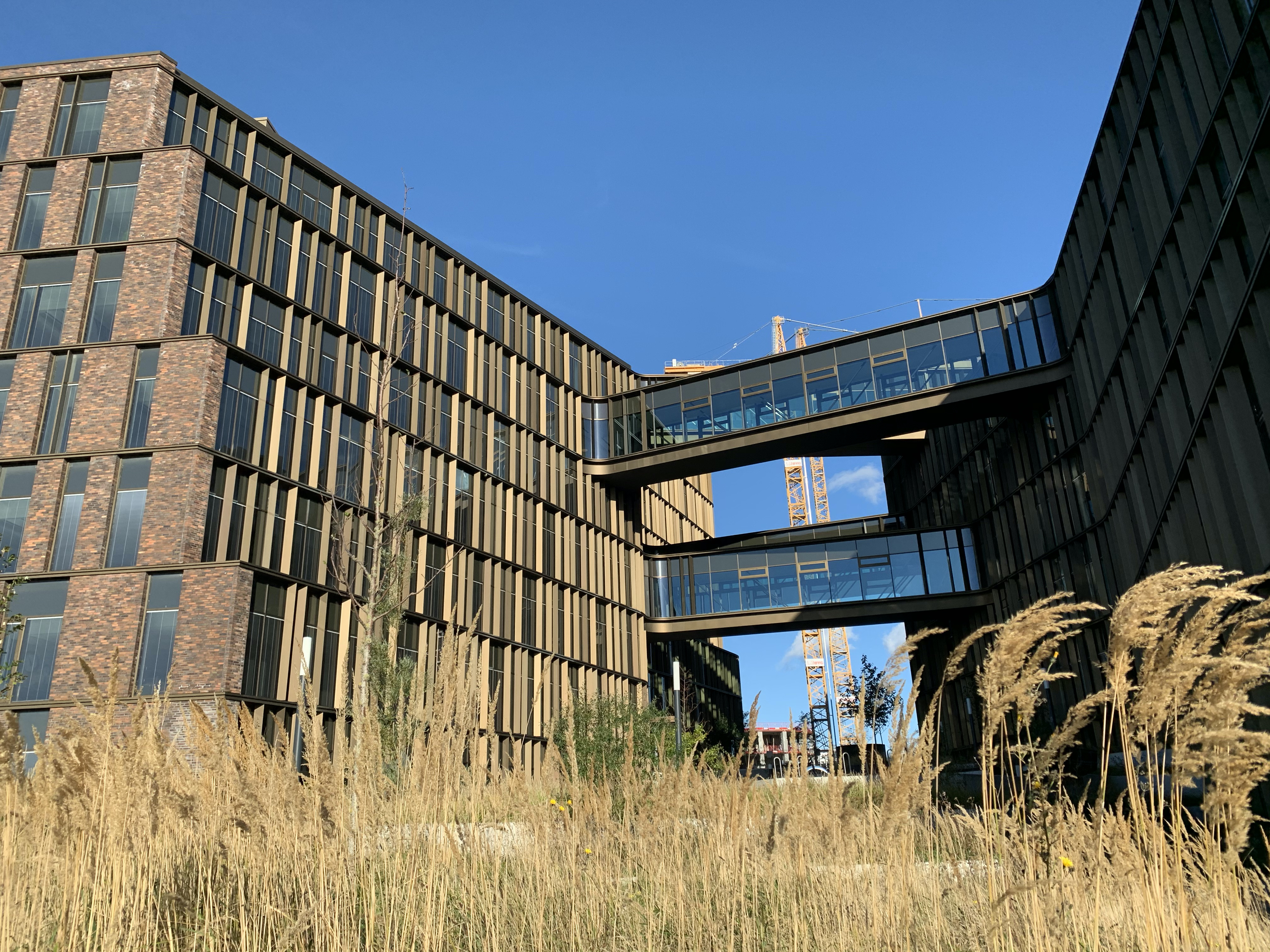
Офіс Данського енергетичного агентства, яке загальмувало процес будівництва газогону в данських водах.